# Táncrend (film)
A Táncrend (eredeti cím: Un carnet de bal) 1937-ben bemutatott fekete-fehér francia filmdráma Julien Duvivier rendezésében. A közel hetven filmet készített francia rendező egyik legismertebb filmje.

## Történet
Férje halála után a még fiatal Christine-t elfogja az érzés, hogy boldogtalan házasságával elvesztegette az éveket. Felidézi első báljának emlékképeit, előkerül húsz évvel korábbi táncrendje. Elhatározza, hogy végiglátogatja egykori udvarlóit, akiknek nevét megőrizte a táncrend. A film nagy része a velük való találkozásokat mutatja be.
- Akit elsőként fölkeresne, már réges-régen meghalt: Christine miatti szerelmi bánatában öngyilkos lett. Most csak őrült anyja fogadja Christine-t.

- Pierre Verdier (Jo) ügyvéd volt, de három évre lecsukták. Most kétes hírű lokált vezet, ahol a bankár ügyfelet éppen kifosztják. Christine-t először „ügyfél”-nek nézi, majd szabadkozva magyarázkodik; közben megérkezik a rendőrség, és a nő szem láttára elvezetik.

- Alain Regnault-ból pap lett (Dominique atya), aki épp gyerekeket tanít énekelni. A régi bál idején tehetséges zenész volt; zongorahangversenyén az akkor tizenhat éves Christine-nek játszott, aki nem is figyelt rá. A csalódott férfi otthagyta a zenei pályát, az egyházhoz menekült és a papi hivatást választotta.

- Eric Irvin hegyi mentőként dolgozik. A nők miatt „menekült” fel ide, és most mindene, szerelme a hegybe. Ő mondja el, hogy régen Christine mindenki számára elérhetetlen volt; most azonban nyitott, közvetlen. Talán újra is kezdhetnék a kapcsolatot, ám hirtelen lavinaomlás kezdődik a hegyen, és Eric mentésre indul.

- A kisvárosban esküvő van, amikor a fiatal özvegy François Patusset polgármesterhez érkezik. Ez a korlátolt ember valaha híres államférfi akart lenni, de csak a fúvószenekar elnöke lett. A szolgálóját vette feleségül, fogadott fiával állandó konfliktusa van.

- Thierry Raynal lezüllött orvos, pedig egykor még Dél-Amerikában is gyógyított. Most magzatelhajtással foglalkozik. Fiókjából műszereket húz elő, mert kliensnek nézi az asszonyt. Egy házsártos idős színésznővel él, aki az ablak mögötti daruk zajával együtt őrületbe kergeti. A férfi támaszt keresne Christine-ben, majd annak távozása után lelövi idős szeretőjét.

- Fabien női fodrász komikus alak. Most is ugyanazokkal a kártyatrükkökkel szórakoztatja környezetét, mint régen. Sok gyereke van, kisszerű polgári életet él. Bálba viszi Christine-t – mintha ugyanaz a régi bálterem volna, de kopott, szegényes –, és ott rámutat egy úrra: a helybeli fűszeres. Itt ő az elit. Az asszony elbúcsúzik, csalódottan indul haza.

Otthon Christine ugyanolyan üres, kiúttalan, mint kezdetben volt. Szomorúan látja, hogy a fiatalkori álmokból, ígéretekből semmi nem valósult meg. A zongorista (zongoratanára?) azonban felkutatja annak az egykori udvarlónak a címét is, akinek a neve nem szerepel a régi táncrendben: itt lakik a tó túlsó partján, már tizenöt éve, és Christine nem is tudott róla! „A sors akarta így” – gondolja. Odaát csak a férfi fiát találja elhagyottan a kertben: másnap el kell költöznie, apja meghalt. Az asszony értelmet talál életének: magához veszi a fiút és nemsokára együtt indul vele annak első báljára.

## Jellemzése
A film nagy része rövid történetek lazán összefűzött sorából áll. Az egyes epizódok önmagukban álló kerek egészek, kis melodrámák vagy szatirikus életképek. Az egyetlen összetartó kapocs köztük az asszony alakja, aki a történet során csak keveset változik. Külső szemlélője vagy inkább hallgatója a történeteknek, szerepe mindenképpen passzív. A kudarcos alakokból, „drámai” élethelyzetekből (öngyilkosság, rablás és letartóztatás, lavina, nevetséges esküvő, az orvos őrülete és gyilkossága) egyetlen keserű, pesszimista összbenyomás alakul ki, amit valamennyire felold a véletlen: Christine megtalált életcélja. A történetből áradó csalódott, lemondó hang jellemző Duvivier-nek és néhány más francia alkotónak erre az időszakára.
A Táncrendet Georges Sadoul „keretes történet”-nek nevezi (a magyar fordításban). Ezt az epizodikus szerkesztést emeli ki egy későbbi filmtörténet is: „ebben kísérletezett Duvivier első ízben az epizódfilm formájával. A film epizódjainak színvonala rendkívül egyenetlen, több közülük bosszantóan szentimentális, pesszimizmusa pedig ismételten esztétikai pózzá merevedik.” Később éppen ezt az epizódformát alkalmazta a rendező 1940-ben kezdődött hollywoodi korszakában.
A film átütő korabeli sikeréhez jelentősen hozzájárult a rangos szereplőgárda: Françoise Rosay, Pierre Blanchar, Raimu, Louis Jouvet, Fernandel teljesítménye.

## Díjak
Az 1937. évi Velencei Nemzetközi Filmfesztiválon a legjobb külföldi filmnek járó díjat (Mussolini serleg) kapta.

## Főbb szereplők
- Harry Baur (Gera Zoltán) – Alain Regnault; pap, Dominique atya
- Marie Bell (Császár Angela) – Christine Surgère, illetve Christine de Guérande
- Pierre Blanchar (Végvári Tamás) – Thierry Raynal, magzatelhajtó orvos
- Fernandel (Gálvölgyi János) – Fabien Coutissol, női fodrász
- Louis Jouvet (Tordy Géza) – Pierre Verdier (Jo), volt ügyvéd
- Raimu (Csákányi László) – François Patusset, egy kisváros polgármestere
- Françoise Rosay (Schubert Éva) – Madame Audié, az elhunyt Georges anyja
- Pierre Richard-Willm (Mécs Károly) – Eric Irvin, hegyi idegenvezető
- Maurice Bénard (Bács Ferenc) – Bremond
- Robert Lynen (Rudolf Péter) – Jacques Audié

További magyar hangok: Horkai János, Pádua Ildikó, Ronyecz Mária, Szabó Ottó, Varga T. József